# Донгхой (аеропорт)
Аеропорт «Донгхой» (в'єт. Sân bay Đồng Hới) — аеропорт, розташований за 6 км від міста Донгхой (провінція Куангбінь, В'єтнам). Код IATA: VDH, код ICAO невідомий. Аеропорт все ще знаходиться на стадії будування, хоча обмежене використання почалося 24 травня 2008 року. За планом, повністю закінченим еаропорт буде в другій половині 2008 року.

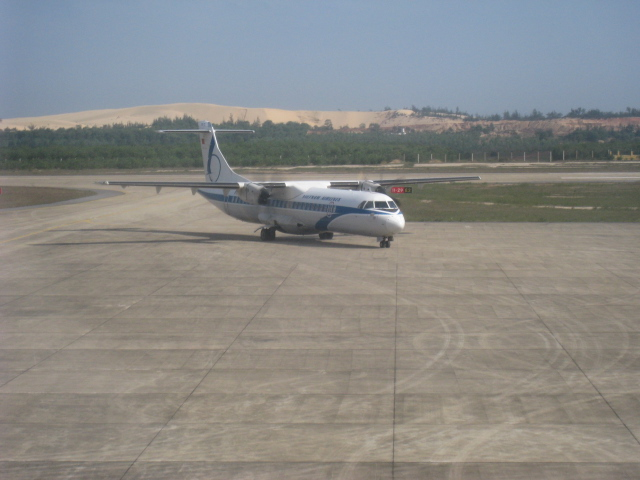
Аеропорт «Донгхой»

## Авіалінії та напрямки
За планом на липень 2010, у аеропорті мали працювати наступні авалінії:
- Jetstar Pacific Airlines (Хошимін)
- Vietnam Airlines (Ханой, Хошимін)
- VietJet Air (Хошимін)